# تاور سیتی (داکوتای شمالی)
تاور سیتی(به انگلیسی: Tower City) شهری در ایالت داکوتای شمالی کشور ایالات متحده آمریکا است که جمعیت آن در سرشماری سال ۲۰۱۰ میلادی، ۲۵۳ نفر بوده‌است.